# Volta à Argentina
A Volta à Argentina (em espanhol : Volta a Argentina) é uma corrida de ciclismo por etapas disputadas na Argentina. Uma primeira edição teve lugar em 1952 e voi vencida pelo Belga Rik Van Steenbergen. Fez falta esperar até 1991 para ver a segunda edição. Dois outras voltas foram organizados em 1999 e 2000 conseguidos respectivamente pelo Sueco Martin Rittsel e o Argentino David Kenig.
Durante a edição 2000, o Espanhol Saúl Morales é atropelado por um camião que voltou acidentalmente ao percurso. Em sinal de protesto, várias equipas europeias retiraram-se da corrida. Desde esta edição, a Volta a Argentina já não teve lugar.

## Palmarés
| Ano  | Vencedor            | 2.º                 | 3.º              |
| 1952 | Rik Van Steenbergen | Stan Ockers         | Miguel Sevillano |
| 1991 | Omar Contreras      | Juan Marcelo Aguero | Gustavo Artacho  |
| 1999 | Martin Rittsel      | Zbigniew Piątek     | Martín Garrido   |
| 2000 | David Kenig         | Grzegorz Wajs       | Jairo Hernández  |